# Netelia okinawana
Netelia okinawana là một loài tò vò trong họ Ichneumonidae.